# Lepcha (Sprache)
Lepcha ist eine transhimalajische Sprache, welche vor allem in Sikkim und im Distrikt Darjeeling im indischen Bundesstaat Westbengalen gesprochen wird. Die Anzahl der Sprecher in Indien wird auf ca. 30.000 geschätzt, wobei die genaue Zahl unklar ist. Außerhalb von Indien gibt es ca. 100 Lepcha-Haushalte im Ilām-Distrikt von Nepal und ungefähr 1000 Sprecher im südwestlichen Bhutan. Gemäß Ethnologue zählt das Lepcha insgesamt 66.730 Sprecher. Die Lepchas nennen sich selber Róng und ihre Sprache Róng ríng, wobei das Lepcha Wort für Sprache ʔáríng lautet. Der Begriff „Lepcha“ stammt vom nepalesischen Wort lāpce oder lāpcā, welches ursprünglich eine abschätzige Konnotation hatte und unartikuliertes Sprechen oder brabbeln bezeichnete. Die Lepchas stellen vermutlich die ursprüngliche Bevölkerung Sikkims dar. Heute bilden sie in Sikkim jedoch nur noch eine Minderheit, da es sehr viele Immigranten aus Nepal gibt.

## Volk der Lepcha
Die Lepchas teilen sich in vier Hauptgruppen auf, wobei die Zuteilung nach der Region geschieht. Die Lepchas von Kalimpong, Kurseong, Mirik und Darjeeling nennen sich támsángmú und diejenige von Sikkim renjóngmú (Plaisier 2007: 2). Die Lepcha-Gruppe in Nepal wird ʔilámmú genannt und die von Bhutan ist unter dem Namen promú bekannt. Bezüglich der Sprache repräsentieren diese vier Gruppen nicht unterschiedliche Dialekte. Trotzdem gibt es aber regionale Unterschiede, die aber vor allem lexikalischer Natur sind und auf Lehnwörter von in den jeweiligen Regionen gesprochenen Sprachen zurückgehen.
Die Lepchas sind in Clans oder Familien organisiert, die putsho genannt werden.
Die ursprüngliche Religion der Lepchas ist schamanistischer Art. Obwohl die Lepchas im 18. Jahrhundert zum Buddhismus konvertiert wurden, wird der Schamanismus daneben immer noch praktiziert. Im Darjeeling-Distrikt gibt es einige Lepchas, die im 19. Jahrhundert zum Christentum konvertiert sind. Viele dieser haben aber ihre Sprache und die schamanistischen Rituale aufgegeben.
Bambus spielt im Leben und in der Kultur der Lepchas eine wichtige Rolle. Verschiedene Arten von Bambus werden beispielsweise für das Bauen von Häusern und Brücken oder auch für Pfeile, Körbe, Zäune und weitere Gegenstände für den Haushalt gebraucht.
Die Lepchas haben eine eigene traditionelle Kleidung, wobei aber die Lepchas von Bhutan nicht mehr diese Kleidung tragen, sondern diejenige, die sonst in Bhutan üblich ist.

## Klassifikation
Lepcha gehört klar zu den transhimalajischen Sprachen (auch tibeto-birmanisch genannt). Die genaue Position innerhalb der transhimalajischen Sprachen ist jedoch bis heute noch unklar. In van Driems (2014) Fallen Leaves Model stellt Lepcha deshalb ein eigenes Leaf dar. In früheren Zeiten gab es aber bereits Annahmen über die Klassifikation von Lepcha innerhalb der transhimalajischen Sprachfamilie. So teilte beispielsweise Robert Shafer Lepcha seiner Northern-Naga-Gruppe zu. Er sah Lepcha sogar als nahe verwandt mit der praktisch unbekannten Tengsa-Sprache.

## Schrift
Die Lepchas haben eine eigene Literaturtradition, die auf das 18. Jahrhundert zurückgeht, sowie eine eigene Schrift. Die Lepcha-Schrift wurde wahrscheinlich während der Regentschaft des dritten Chögel von Sikkim, Chögä Châdo ’Namgä, im 18. Jahrhundert eingeführt. Gemäß der Lepcha-Tradition wurde die Schrift aber vom Wissenschaftler Thikúng Mensalóng kreiert. Es wird geglaubt, dass dieser zur Zeit des Schutzpatrons von Sikkim, ’Lama Lhatsün Chenpo, gelebt hat, der eine entscheidende Rolle bei der Konvertierung Sikkims zum Buddhismus gespielt hat. Die Lepcha-Schrift würde demnach bereits seit dem 17. Jahrhundert existieren. Es scheint plausibel, dass die Einführung der Schrift während der Konvertierung zum Buddhismus vollzogen wurde. Vielfach ist es so, dass die Missionare die religiösen Texte in die lokale Sprache übersetzen wollten und dafür ein Alphabet benötigt wurde.
Die Lepcha-Schrift wird von links nach rechts geschrieben mit Abständen zwischen den Wörtern. Es gibt 36 Zeichen für Konsonanten. Diese sind in Abbildung 1 aufgeführt. Vokale werden mit Diakritika geschrieben, wobei das Fehlen eines solchen den Vokal a meint. Die Diakritika für die Vokale sind in Abbildung 2 zu sehen. Es gibt insgesamt neun Diakritika für die Vokale. Zu Beginn eines Wortes können alle Konsonanten auftreten, am Ende jedoch nur -k, -t, -n, -p, -m, -r, -l und -ng. Für diese Konsonanten am Schluss eines Wortes werden andere Zeichen verwendet. Diese sind in Abbildung 3 aufgelistet.
Konsonantencluster gibt es mit den Glides -y, -l, -r. Dafür gibt es wiederum spezielle Symbole. Diejenige für -l sind bereits in Abbildung 1 aufgeführt. Das Cluster, welches als hl transliteriert wird, ist dabei eigentlich kein Cluster, sondern ein stimmloser alveolarer lateraler Frikativ [l]̥. Für die Cluster mit -y wird das Zeichen in Abbildung 4 verwendet. Retroflexe werden in der Transliteration als Cluster mit -r geschrieben, obwohl sie eigentlich keine Konsonantencluster darstellen. Retroflexe kommen nur in Lehnwörtern aus dem Dränjoke vor. Das Symbol bzw. Diakritikum, das verwendet wird, um retroflexe Laute zu schreiben, ist in Abbildung 4 zu sehen.
| ᰣ ʔa | ᰀ ka  | ᰂ kha  | ᰃ ga  | ᰅ nga | ᰆ ca  | ᰇ cha | ᰈ ja  | ᰉ nya |      |
|      | ᰊ ta  | ᰋ tha  | ᰌ da  | ᰍ na  | ᰎ pa  | ᰐ pha | ᰑ fa  | ᰓ ba  | ᰕ ma |
|      | ᰗ tsa | ᰘ tsha | ᰙ za  | ᰚ ya  | ᰛ ra  | ᰜ la  | ᰝ ha  | ᰟ va  |      |
|      | ᰡ sha | ᰠ sa   | ᰢ wa  |       |       |       |       |       |      |
|      | ᰁ kla | ᰄ gla  | ᰏ pla | ᰒ fla | ᰔ bla | ᰖ mla | ᰞ hla |       |      |

| a | ᰵ á | ᰦ â | ᰧ i | ᰧᰶ í | ᰨ o | ᰩ ó | ᰪ u | ᰫ ú | ᰬ e |

| ᰭ -k | ᰮ -m  | ᰯ -l   |
| ᰰ -n | ᰱ -p  | ᰲ -r   |
| ᰳ -t | ᰵ -ng | ᰴ -ang |

| ᰤ -y | ᰥ -r |

## Aspekte der Grammatik
Hier werden einige Aspekte zur Grammatik des Lepchas aufgeführt, wobei es sich aber nicht um eine Zusammenfassung der gesamten Grammatik handelt.

### Phonologie
Das Konsonanteninventar ist in Abbildung 5 zu sehen. Lepcha hat labiale, dentale, retroflexe, palatale und velare Plosive, wobei zwischen stimmlos aspiriert, stimmlos unaspiriert und stimmhaft unterschieden wird. Einzig bei den palatalen Plosiven gibt es keinen stimmhaften.
Der stimmlose velare Plosiv /k/ wird vor den Vokalen /i/ und /e/ zu [kj] palatalisiert. Am Schluss einer Silbe werden /k/, /t/ und /p/ ungelöst realisiert, meist mit einem vorangehenden glottalen Plosiv. Der stimmhafte velare Plosive /g/ wird vor /i/ und /e/ ebenfalls palatalisiert [gj].
Bei den Nasalen unterscheidet Lepcha zwischen labial, dental, palatal und velar. Am Anfang einer Silbe wird der velare Nasal manchmal als stimmhafter glottaler Frikativ [ɦ] realisiert. Gemäß Plaisier (2007: 23) gibt es nicht viele attestierte Formen mit diesem Fall, welcher das Gegenteil von Rhinoglottophilie darstellt.
Die hier als dental bezeichneten Plosive können auch frei als alveolar gesprochen werden.
Zwischen dem labiodentalen Frikativ /f/ und dem bilabialen [ɸ] besteht eine freie Alternation. Der Unterschied zwischen /f/ und /ph/ scheint unter dem Einfluss von Nepali immer mehr zu verschwinden. Lepcha unterscheidet zwischen einem alveolaren /s/ und einem postalveolaren Frikativ /ʃ/. Die Unterscheidung wird aber vor einem /i/ neutralisiert.
Der stimmhafte alveolare Frikativ /z/ wird manchmal auch als alveolare Affrikate [dz] realisiert. Die Unterscheidung zwischen /z/ und /ʒ/ wird gemäß Plaisier (2007: 28) von einigen Sprechern nicht mehr gemacht. Das Phonem /r/ ist ein Trill, wobei es manchmal auch als Flap [ɾ] realisiert wird.
Durch den Kontakt mit dem Nepali verschwindet auch die Unterscheidung zwischen /v/ und /w/ immer mehr.
Im Lepcha gibt es acht phonemische Vokale. Diese sind in Abbildung 6 aufgeführt.
|                                | labial  | dental  | alveolar     | retroflex | palatal | velar   | glottal |
| ------------------------------ | ------- | ------- | ------------ | --------- | ------- | ------- | ------- |
| stimmloser Plosiv              | [p] p   | [t] t   |              | [ʈ] tr    | [c] c   | [k] k   | [ʔ] ʔ   |
| aspirierter stimmloser Plosiv  | [ph] ph | [th] th |              | [ʈh] thr  | [ch] ch | [kh] kh |         |
| stimmhafter Plosiv             | [b] b   | [d] d   |              | [ɖ] dr    |         | [g] g   |         |
| Nasal                          | [m] m   | [n] n   |              |           | [ɲ] ny  | [ŋ] ng  |         |
| stimmlose Affrikate            |         |         | [ts] ts      |           |         |         |         |
| aspirierte stimmlose Affrikate |         |         | [tsh] tsh    |           |         |         |         |
| stimmloser Frikativ            | [f] f   |         | [s] [ʃ] s sh |           |         |         |         |
| stimmhafter Frikativ           | [v] v   |         | [z] [ʒ] z j  |           |         |         |         |
| Trill                          |         |         | [r] r        |           |         |         |         |
| stimmhafter Approximant        | [w] w   | [l] l   |              |           | [j] y   |         |         |
| stimmloser Approximant         |         |         |              |           |         |         | [h] h   |

|                  | vorne   |         | hinten |
| ---------------- | ------- | ------- | ------ |
| geschlossen      | [i] i,í | [ɯ] u   | [u] ú  |
| halb-geschlossen |         |         | [o] o  |
| halb-offen       | [e ɛ] e | [ə] a,â | [ɔ] ó  |
| offen            |         | [a] á   |        |

### Morphologie
Bezüglich der Wortarten gibt es Nomen, Verben, Adjektive, Adverbien, Pronomen, Numeralien, Postpositionen, Suffixe, Konjunktionen und Partikeln.

#### Nominalmorphologie
Nomen können mit Pluralsuffixen markiert werden, um Mehrzahl auszudrücken. Es gibt zwei verschiedene Pluralsuffixe im Lepcha. -pang wird für Tiere, Dinge etc. gebraucht bzw. für alles außer Menschen. Das Pluralsuffix für Menschen ist -sang. Es wird auch gebraucht für Götter und gute übernatürliche Wesen. -pang dagegen wird benutzt für böse Wesen wie Dämonen etc. Die Pluralsuffixe werden jedoch nicht angefügt, wenn eine Numeralie vor dem Nomen steht.
Bei den Personalpronomen wird zwischen drei Personen unterschieden, sowie zwischen Singular, Dual und Plural. Die Personalpronomen sind in Abbildung 7 aufgelistet.
|           | Singular | Dual  | Plural |
| --------- | -------- | ----- | ------ |
| 1. Person | go       | kányí | káyú   |
| 2. Person | hó       | ʔányí | ʔáyú   |
| 3. Person | hu       | hunyí | huyú   |

Es gibt sechs Kasussuffixe im Lepcha: Ablativ -nun ∼ -nu, Lativ -lóm, Genitiv -sá, Komitativ -sá∼ -sa, Lokativ -ká und Dativ -m.

#### Numeralien
In Abbildung 8 sind die Zahlen von 1-10 zu sehen. Diejenigen von 11 bis 19 werden mit dem Suffix -tháp an der jeweiligen Zahl gebildet. Es gibt dabei volle Zahlen und abgekürzte Formen davon. Von 20 an wird nach dem Vigesimalsystem gezählt, wobei khá ”one score“ als Basis dient.
| ti     | 0  |
| kát    | 1  |
| nyet   | 2  |
| sám    | 3  |
| fali   | 4  |
| fangú  | 5  |
| tarók  | 6  |
| kakyók | 7  |
| kaku   | 8  |
| kakyót | 9  |
| kati   | 10 |

#### Verbalmorphologie
Tempus, Aspekt, Modus und anderes werden mit Postpositionen und Hilfsverben ausgedrückt. Die Verben im Lepcha haben jeweils zwei Verbstämme; einen regulären und einen flektierten. Diejenigen Verben mit einem geschlossenen Stamm, d. h. mit einem Konsonanten im Auslaut, und einige Ausnahmen mit einem offenen Stamm haben nur einen regulären Stamm. In Tabelle 9 sind alle Affixe und Hilfsverben zur Bildung von Tempus, Aspekt, Modus etc. aufgelistet.
| Negation             | ma-, -ne             |
| Gerundium            | -lung                |
| Partizip             | -wung                |
| Infinitiv            | -shang               |
| Aorist               | -Ø                   |
| Nicht-Präteritum     | -sho                 |
| Faktitiv             | -bú                  |
| Supinum/Adhortativ   | -ká (Lokativ)        |
| Source of Action     | -nun ∼ -nu (Ablativ) |
| Completive Hilfsverb | lel                  |
| Exhaustive Hilfsverb | tho                  |
| Resultativ Hilfsverb | nón                  |
| Perfekt Hilfsverb    | hát                  |
| Progressiv Hilfsverb | bám                  |

#### Partikeln
Es gibt im Lepcha einige Partikeln, um Modus und Emotionen auszudrücken. Diese stehen jeweils am Ende der Clause. Mit dem Partikel le wird eine höfliche Bitte ausgedrückt, während ce Autorität bezeichnet, was bedeutet, dass der Adressat zu etwas aufgefordert wird. Weiter gibt es einen Dubitativpartikel te und den Partikel pú, mit dem Möglichkeiten ausgedrückt werden. Für Folgerungen und Vermutungen gibt es den Partikel lyók. Weiter existieren die Partikeln pá für Sicherheit, die auf direkter Wahrnehmung oder Beobachtung beruht, und yâmbá, der ausdrückt, dass etwas gerade erst entdeckt wurde. Etwas, das von jemandem anderes erzählt wurde, wird mit dem Partikel mere markiert.